# Liste der Nummer-eins-Hits in Australien (2014)
Dies ist eine Liste der Nummer-eins-Hits in Australien im Jahr 2014. Es liegen die offiziellen Top-50-Single- und Albumcharts der Australian Recording Industry Association (ARIA) zugrunde. Sie basieren auf den Verkäufen von Songs und Alben in Australien. Ab 24. November wurden in die Singlecharts auch die Aufrufe der Lieder bei Musikstreaming-Anbietern in die Bewertung mit einbezogen.

## Singles
| ← 2013 ← | Liste der Nummer-eins-Hits in Australien | Liste der Nummer-eins-Hits in Australien   | Liste der Nummer-eins-Hits in Australien                                                                                | 2015 → |
| \| Zeitraum \| Wo. ges. \| Interpret \| Titel Autor(en) \| Zusätzliche Informationen \| \| (Zeitraum, Wochen auf Platz eins, Interpret, Titel, Autor[en], zusätzliche Informationen) \| \| \| \| \| \| ----------------------------------------------------------------------------------------- \| -------- \| ------------------------------------------ \| ----------------------------------------------------------------------------------------------------------------------- \| -------------------------------------------------------------------------------------------------------------------------------------------------------------------------------------------------------------------------------------------------------------------------------------------------------------------------------------- \| \| 30. Dezember 2013 – 5. Januar 2014 1 Woche \| 1 \| Jason Derulo \| Trumpets Jason Desrouleaux, Jon Bellion \| – \| \| 6. Januar 2014 – 9. Februar 2014 5 Wochen (insgesamt 12) \| 12 \| Pharrell Williams \| Happy Pharrell Williams \| Das Filmlied war der Hit des Jahres nicht nur in Australien und wurde bis zum Jahresende 9-mal mit Platin ausgezeichnet. \| \| 10. Februar 2014 – 16. Februar 2014 1 Woche \| 1 \| A Great Big World feat. Christina Aguilera \| Say Something Mike Campbell, Ian Axel, Chad Vaccarino \| – \| \| 17. Februar 2014 – 30. März 2014 6 Wochen (insgesamt 12) \| 12 \| Pharrell Williams \| Happy Pharrell Williams \| – \| \| 31. März 2014 – 6. April 2014 1 Woche \| 1 \| 5 Seconds of Summer \| She Looks So Perfect Jake Sinclair, Michael Clifford, Ashton Irwin \| – \| \| 7. April 2014 – 13. April 2014 1 Woche (insgesamt 12) \| 12 \| Pharrell Williams \| Happy Pharrell Williams \| – \| \| 14. April 2014 – 4. Mai 2014 3 Wochen \| 3 \| Sheppard \| Geronimo Stuart Stuart, George Sheppard, Amy Sheppard, Jay Borvino \| Die erfolgreichste australische Produktion des Jahres wurde mit 5-fach-Platin ausgezeichnet und war anschließend auch in Europa und den USA in den Charts. \| \| 5. Mai 2014 – 11. Mai 2014 1 Woche \| 1 \| Ed Sheeran \| Sing Pharrell Williams, Ed Sheeran \| Die erste Single The A Team des Engländers war 2011 noch auf Platz 2 stehengeblieben, erstmals kam er jetzt bis ganz an die Spitze. \| \| 12. Mai 2014 – 13. Juli 2014 9 Wochen \| 9 \| Justice Crew \| Que sera Nasri Atweh, Adam Messinger, Lukas Bellesini, John Pearce, Solo Tohi, Nic Martin, Nolan Lambroza, Samson Andah \| Mit 9 Nummer-eins-Wochen stellte das Dance-Pop-Sextett aus Sydney einen Rekord auf: Seit Einführung der ARIA-Charts 1988 wurde diese Marke von keinem australischen Interpreten erreicht. 1978 hatte Olivia Newton-John ebenfalls einen 9-wöchigen Charttopper. Den Allzeitrekord hält die Band Daddy Cool mit 10 Wochen im Jahr 1971. \| \| 14. Juli 2014 – 27. Juli 2014 2 Wochen \| 2 \| The Madden Brothers \| We Are Done Benji Madden, Joel Madden \| Das Bruderpaar von der US-Band Good Charlotte ist in Australien besonders populär, weil Joel dort Jurymitglied bei The Voice ist. Am 7. Juli hatten die beiden das Lied in der Show vorgestellt. \| \| 28. Juli 2014 – 10. August 2014 2 Wochen \| 2 \| Paloma Faith \| Only Love Can Hurt Like This Diane Warren \| Für die Britin ist es der erste Charthit in Australien überhaupt, obwohl sie 2009 ihre ersten internationalen Hits hatte und 2012 schon in den australischen Albumcharts vertreten war. Verholfen hat ihr dazu mit Diane Warren eine der erfolgreichsten Songwriterinnen. \| \| 11. August 2014 – 31. August 2014 3 Wochen (insgesamt 4) \| 4 \| Meghan Trainor \| All About That Bass Kevin Kadish, Meghan Trainor \| – \| \| 1. September 2014 – 21. September 2014 3 Wochen \| 3 \| Taylor Swift \| Shake It Off Max Martin, Johan Schuster, Taylor Swift \| – \| \| 22. September 2014 – 28. September 2014 1 Woche (insgesamt 4) \| 4 \| Meghan Trainor \| All About That Bass Kevin Kadish, Meghan Trainor \| – \| \| 29. September 2014 – 19. Oktober 2014 3 Wochen \| 3 \| The Veronicas \| You Ruin Me Jessica Origliasso, Lisa Origliasso, Anthony Egizii, David Musumeci \| Um 2007 herum hatten die Zwillinge aus Queensland ihre erfolgreichste Zeit und ihren bisher einzigen Nummer-eins-Hit. Mit You Ruin Me feiern sie ein erfolgreiches Comeback. \| \| 20. Oktober 2014 – 23. November 2014 5 Wochen \| 5 \| Ed Sheeran \| Thinking Out Loud Ed Sheeran, Amy Wadge \| Zwei Interpreten hatten in diesem Jahr vier Lieder, die in die Singlecharts einstiegen, davon zwei Nummer-eins-Hits mit zusammen sechs Wochen an der Spitze, einer davon in den Top 10 des Jahres sowie ein Nummer-eins-Album. Ed Sheeran war einer davon. \| \| 24. November 2014 – 14. Dezember 2014 3 Wochen \| 3 \| Taylor Swift \| Blank Space Max Martin, Shellback, Taylor Swift \| Taylor Swift war die andere. \| \| 15. Dezember 2014 – 25. Januar 2015 6 Wochen \| 6 \| Mark Ronson feat. Bruno Mars \| Uptown Funk! Mark Ronson, Jeff Bhasker, Bruno Mars, Philip Lawrence \| – \| |                                          |                                            | | |
| ← 2013 |                                          |                                            | | → 2015 → |
| Zeitraum | Wo. ges.                                 | Interpret                                  | Titel Autor(en) | Zusätzliche Informationen |
| (Zeitraum, Wochen auf Platz eins, Interpret, Titel, Autor[en], zusätzliche Informationen) |                                          |                                            | | |
| 30. Dezember 2013 – 5. Januar 2014 1 Woche | 1                                        | Jason Derulo                               | Trumpets Jason Desrouleaux, Jon Bellion                                                                                 | – |
| 6. Januar 2014 – 9. Februar 2014 5 Wochen (insgesamt 12) | 12                                       | Pharrell Williams                          | Happy Pharrell Williams                                                                                                 | Das Filmlied war der Hit des Jahres nicht nur in Australien und wurde bis zum Jahresende 9-mal mit Platin ausgezeichnet. |
| 10. Februar 2014 – 16. Februar 2014 1 Woche | 1                                        | A Great Big World feat. Christina Aguilera | Say Something Mike Campbell, Ian Axel, Chad Vaccarino                                                                   | – |
| 17. Februar 2014 – 30. März 2014 6 Wochen (insgesamt 12) | 12                                       | Pharrell Williams                          | Happy Pharrell Williams                                                                                                 | – |
| 31. März 2014 – 6. April 2014 1 Woche | 1                                        | 5 Seconds of Summer                        | She Looks So Perfect Jake Sinclair, Michael Clifford, Ashton Irwin                                                      | – |
| 7. April 2014 – 13. April 2014 1 Woche (insgesamt 12) | 12                                       | Pharrell Williams                          | Happy Pharrell Williams                                                                                                 | – |
| 14. April 2014 – 4. Mai 2014 3 Wochen | 3                                        | Sheppard                                   | Geronimo Stuart Stuart, George Sheppard, Amy Sheppard, Jay Borvino                                                      | Die erfolgreichste australische Produktion des Jahres wurde mit 5-fach-Platin ausgezeichnet und war anschließend auch in Europa und den USA in den Charts. |
| 5. Mai 2014 – 11. Mai 2014 1 Woche | 1                                        | Ed Sheeran                                 | Sing Pharrell Williams, Ed Sheeran                                                                                      | Die erste Single The A Team des Engländers war 2011 noch auf Platz 2 stehengeblieben, erstmals kam er jetzt bis ganz an die Spitze. |
| 12. Mai 2014 – 13. Juli 2014 9 Wochen | 9                                        | Justice Crew                               | Que sera Nasri Atweh, Adam Messinger, Lukas Bellesini, John Pearce, Solo Tohi, Nic Martin, Nolan Lambroza, Samson Andah | Mit 9 Nummer-eins-Wochen stellte das Dance-Pop-Sextett aus Sydney einen Rekord auf: Seit Einführung der ARIA-Charts 1988 wurde diese Marke von keinem australischen Interpreten erreicht. 1978 hatte Olivia Newton-John ebenfalls einen 9-wöchigen Charttopper. Den Allzeitrekord hält die Band Daddy Cool mit 10 Wochen im Jahr 1971. |
| 14. Juli 2014 – 27. Juli 2014 2 Wochen | 2                                        | The Madden Brothers                        | We Are Done Benji Madden, Joel Madden                                                                                   | Das Bruderpaar von der US-Band Good Charlotte ist in Australien besonders populär, weil Joel dort Jurymitglied bei The Voice ist. Am 7. Juli hatten die beiden das Lied in der Show vorgestellt. |
| 28. Juli 2014 – 10. August 2014 2 Wochen | 2                                        | Paloma Faith                               | Only Love Can Hurt Like This Diane Warren                                                                               | Für die Britin ist es der erste Charthit in Australien überhaupt, obwohl sie 2009 ihre ersten internationalen Hits hatte und 2012 schon in den australischen Albumcharts vertreten war. Verholfen hat ihr dazu mit Diane Warren eine der erfolgreichsten Songwriterinnen.                                                              |
| 11. August 2014 – 31. August 2014 3 Wochen (insgesamt 4) | 4                                        | Meghan Trainor                             | All About That Bass Kevin Kadish, Meghan Trainor                                                                        | – |
| 1. September 2014 – 21. September 2014 3 Wochen | 3                                        | Taylor Swift                               | Shake It Off Max Martin, Johan Schuster, Taylor Swift                                                                   | – |
| 22. September 2014 – 28. September 2014 1 Woche (insgesamt 4) | 4                                        | Meghan Trainor                             | All About That Bass Kevin Kadish, Meghan Trainor                                                                        | – |
| 29. September 2014 – 19. Oktober 2014 3 Wochen | 3                                        | The Veronicas                              | You Ruin Me Jessica Origliasso, Lisa Origliasso, Anthony Egizii, David Musumeci                                         | Um 2007 herum hatten die Zwillinge aus Queensland ihre erfolgreichste Zeit und ihren bisher einzigen Nummer-eins-Hit. Mit You Ruin Me feiern sie ein erfolgreiches Comeback. |
| 20. Oktober 2014 – 23. November 2014 5 Wochen | 5                                        | Ed Sheeran                                 | Thinking Out Loud Ed Sheeran, Amy Wadge                                                                                 | Zwei Interpreten hatten in diesem Jahr vier Lieder, die in die Singlecharts einstiegen, davon zwei Nummer-eins-Hits mit zusammen sechs Wochen an der Spitze, einer davon in den Top 10 des Jahres sowie ein Nummer-eins-Album. Ed Sheeran war einer davon.                                                                             |
| 24. November 2014 – 14. Dezember 2014 3 Wochen | 3                                        | Taylor Swift                               | Blank Space Max Martin, Shellback, Taylor Swift                                                                         | Taylor Swift war die andere. |
| 15. Dezember 2014 – 25. Januar 2015 6 Wochen | 6                                        | Mark Ronson feat. Bruno Mars               | Uptown Funk! Mark Ronson, Jeff Bhasker, Bruno Mars, Philip Lawrence                                                     | – |

## Alben
| ← 2013 ← | Liste der Nummer-eins-Hits in Australien | Liste der Nummer-eins-Hits in Australien | Liste der Nummer-eins-Hits in Australien | 2015 → |
| \| Zeitraum \| Wo. ges. \| Interpret \| Titel \| Zusätzliche Informationen \| \| (Zeitraum, Wochen auf Platz eins, Interpret, Titel, zusätzliche Informationen) \| \| \| \| \| \| ------------------------------------------------------------------------------ \| -------- \| ------------------------ \| --------------------------- \| ----------------------------------------------------------------------------------------------------------------------------------------------------------------------------------------------------------------------- \| \| 16. Dezember 2013 – 5. Januar 2014 3 Wochen \| 3 \| Michael Bublé \| Christmas \| – \| \| 6. Januar 2014 – 26. Januar 2014 3 Wochen \| 3 \| Beyoncé \| Beyoncé \| – \| \| 27. Januar 2014 – 2. Februar 2014 1 Woche \| 1 \| Bruce Springsteen \| High Hopes \| – \| \| 3. Februar 2014 – 9. Februar 2014 1 Woche \| 1 \| Avicii \| True \| – \| \| 10. Februar 2014 – 16. Februar 2014 1 Woche \| 1 \| MKTO \| MKTO \| – \| \| 17. Februar 2014 – 16. März 2014 4 Wochen (insgesamt 7) \| 7 \| INXS \| The Very Best \| Mehr als sechs Jahre nach dem Tod von Michael Hutchence ist die Popularität der Rockband ungebrochen. Die Hitsammlung war 2014 nicht nur am längsten an der Spitze, sondern auch das erfolgreichste einheimische Album. \| \| 17. März 2014 – 23. März 2014 1 Woche \| 1 \| Pharrell Williams \| Girl \| – \| \| 24. März 2014 – 30. März 2014 1 Woche \| 1 \| Kylie Minogue \| Kiss Me Once \| Obwohl die Australierin in ihrer Heimat ein Superstar ist, erreichte sie mit ihren 18 Alben seit ihrem Debüt 1988 erst viermal Platz 1. \| \| 31. März 2014 – 20. April 2014 3 Wochen (insgesamt 7) \| 7 \| INXS \| The Very Best \| – \| \| 21. April 2014 – 4. Mai 2014 2 Wochen \| 2 \| Chet Faker \| Built on Glass \| – \| \| 5. Mai 2014 – 18. Mai 2014 2 Wochen \| 2 \| (Soundtrack) \| Frozen \| – \| \| 19. Mai 2014 – 25. Mai 2014 1 Woche \| 1 \| The Black Keys \| Turn Blue \| – \| \| 26. Mai 2014 – 15. Juni 2014 3 Wochen \| 3 \| Coldplay \| Ghost Stories \| – \| \| 16. Juni 2014 – 22. Juni 2014 1 Woche \| 1 \| The Amity Affliction \| Let the Ocean Take Me \| – \| \| 23. Juni 2014 – 29. Juni 2014 1 Woche \| 1 \| Lana Del Rey \| Ultraviolence \| – \| \| 30. Juni 2014 – 6. Juli 2014 1 Woche (insgesamt 8) \| 8 \| Ed Sheeran \| × \| Das Album des Jahres stieg auf Platz 1 ein und blieb bis ins nächste Jahr hinein immer unter den Top 10. Nach dem Debüt + ist es das zweite Nummer-eins-Album des Engländers. \| \| 7. Juli 2014 – 13. Juli 2014 1 Woche \| 1 \| 5 Seconds of Summer \| 5 Seconds of Summer \| – \| \| 14. Juli 2014 – 20. Juli 2014 1 Woche \| 1 \| Sia \| 1000 Forms of Fear \| – \| \| 21. Juli 2014 – 27. Juli 2014 1 Woche \| 1 \| Taylor Henderson \| Burnt Letters \| Nach dem Album zur Show steigt auch das erste richtige Album des X-Factor-Zweiten ein halbes Jahr später auf Platz eins ein. \| \| 28. Juli 2014 – 10. August 2014 2 Wochen (insgesamt 8) \| 8 \| Ed Sheeran \| × \| – \| \| 11. August 2014 – 17. August 2014 1 Woche \| 1 \| Angus & Julia Stone \| Angus & Julia Stone \| – \| \| 18. August 2014 – 31. August 2014 2 Wochen \| 2 \| Hilltop Hoods \| Walking Under Stars \| Für die Hip-Hopper aus South Australia ist es bereits das vierte Nummer-eins-Album. \| \| 1. September 2014 – 7. September 2014 1 Woche \| 1 \| Ariana Grande \| My Everything \| – \| \| 8. September 2014 – 14. September 2014 1 Woche \| 1 \| Jimmy Barnes \| 30:30 Hindsight \| 30 Jahre nach seinem Debütalbum Bodyswerve erreicht der Rockmusiker in seiner Heimat zum zehnten Mal die Spitze der Albumcharts. \| \| 15. September 2014 – 21. September 2014 1 Woche \| 1 \| Vance Joy \| Dream Your Life Away \| – \| \| 22. September 2014 – 28. September 2014 1 Woche \| 1 \| The Madden Brothers \| Greetings from California \| – \| \| 29. September 2014 – 5. Oktober 2014 1 Woche \| 1 \| Barbra Streisand \| Partners \| – \| \| 6. Oktober 2014 – 19. Oktober 2014 2 Wochen (insgesamt 8) \| 8 \| Ed Sheeran \| × \| – \| \| 20. Oktober 2014 – 26. Oktober 2014 1 Woche \| 1 \| Verschiedene Interpreten \| Triple J: Like a Version 10 \| – \| \| 27. Oktober 2014 – 2. November 2014 1 Woche \| 1 \| Slipknot \| .5: The Gray Chapter \| – \| \| 3. November 2014 – 16. November 2014 2 Wochen (insgesamt 9) \| 9 \| Taylor Swift \| 1989 \| – \| \| 17. November 2014 – 23. November 2014 1 Woche \| 1 \| Foo Fighters \| Sonic Highways \| – \| \| 24. November 2014 – 30. November 2014 1 Woche \| 1 \| One Direction \| Four \| – \| \| 1. Dezember 2014 – 7. Dezember 2014 1 Woche (insgesamt 9) \| 9 \| Taylor Swift \| 1989 \| – \| \| 8. Dezember 2014 – 14. Dezember 2014 1 Woche \| 1 \| AC/DC \| Rock or Bust \| – \| \| 15. Dezember 2014 – 21. Dezember 2014 1 Woche \| 1 \| Michael Bublé \| Christmas \| Im vierten Jahr hintereinander steht das Album an Weihnachten an der Spitze der Charts. Im vierten Jahr in Folge ist es eines der Top-Ten-Alben des Jahres. \| \| 22. Dezember 2014 – 28. Dezember 2014 1 Woche (insgesamt 9) \| 9 \| Taylor Swift \| 1989 \| – \| \| 29. Dezember 2014 – 4. Januar 2015 1 Woche (insgesamt 8) \| 8 \| Ed Sheeran \| × \| – \| |                                          |                                          |                                          | |
| ← 2013 |                                          |                                          |                                          | → 2015 → |
| Zeitraum | Wo. ges.                                 | Interpret                                | Titel                                    | Zusätzliche Informationen |
| (Zeitraum, Wochen auf Platz eins, Interpret, Titel, zusätzliche Informationen) |                                          |                                          |                                          | |
| 16. Dezember 2013 – 5. Januar 2014 3 Wochen | 3                                        | Michael Bublé                            | Christmas                                | – |
| 6. Januar 2014 – 26. Januar 2014 3 Wochen | 3                                        | Beyoncé                                  | Beyoncé                                  | – |
| 27. Januar 2014 – 2. Februar 2014 1 Woche | 1                                        | Bruce Springsteen                        | High Hopes                               | – |
| 3. Februar 2014 – 9. Februar 2014 1 Woche | 1                                        | Avicii                                   | True                                     | – |
| 10. Februar 2014 – 16. Februar 2014 1 Woche | 1                                        | MKTO                                     | MKTO                                     | – |
| 17. Februar 2014 – 16. März 2014 4 Wochen (insgesamt 7) | 7                                        | INXS                                     | The Very Best                            | Mehr als sechs Jahre nach dem Tod von Michael Hutchence ist die Popularität der Rockband ungebrochen. Die Hitsammlung war 2014 nicht nur am längsten an der Spitze, sondern auch das erfolgreichste einheimische Album. |
| 17. März 2014 – 23. März 2014 1 Woche | 1                                        | Pharrell Williams                        | Girl                                     | – |
| 24. März 2014 – 30. März 2014 1 Woche | 1                                        | Kylie Minogue                            | Kiss Me Once                             | Obwohl die Australierin in ihrer Heimat ein Superstar ist, erreichte sie mit ihren 18 Alben seit ihrem Debüt 1988 erst viermal Platz 1.                                                                                 |
| 31. März 2014 – 20. April 2014 3 Wochen (insgesamt 7) | 7                                        | INXS                                     | The Very Best                            | – |
| 21. April 2014 – 4. Mai 2014 2 Wochen | 2                                        | Chet Faker                               | Built on Glass                           | – |
| 5. Mai 2014 – 18. Mai 2014 2 Wochen | 2                                        | (Soundtrack)                             | Frozen                                   | – |
| 19. Mai 2014 – 25. Mai 2014 1 Woche | 1                                        | The Black Keys                           | Turn Blue                                | – |
| 26. Mai 2014 – 15. Juni 2014 3 Wochen | 3                                        | Coldplay                                 | Ghost Stories                            | – |
| 16. Juni 2014 – 22. Juni 2014 1 Woche | 1                                        | The Amity Affliction                     | Let the Ocean Take Me                    | – |
| 23. Juni 2014 – 29. Juni 2014 1 Woche | 1                                        | Lana Del Rey                             | Ultraviolence                            | – |
| 30. Juni 2014 – 6. Juli 2014 1 Woche (insgesamt 8) | 8                                        | Ed Sheeran                               | ×                                        | Das Album des Jahres stieg auf Platz 1 ein und blieb bis ins nächste Jahr hinein immer unter den Top 10. Nach dem Debüt + ist es das zweite Nummer-eins-Album des Engländers.                                           |
| 7. Juli 2014 – 13. Juli 2014 1 Woche | 1                                        | 5 Seconds of Summer                      | 5 Seconds of Summer                      | – |
| 14. Juli 2014 – 20. Juli 2014 1 Woche | 1                                        | Sia                                      | 1000 Forms of Fear                       | – |
| 21. Juli 2014 – 27. Juli 2014 1 Woche | 1                                        | Taylor Henderson                         | Burnt Letters                            | Nach dem Album zur Show steigt auch das erste richtige Album des X-Factor-Zweiten ein halbes Jahr später auf Platz eins ein.                                                                                            |
| 28. Juli 2014 – 10. August 2014 2 Wochen (insgesamt 8) | 8                                        | Ed Sheeran                               | ×                                        | – |
| 11. August 2014 – 17. August 2014 1 Woche | 1                                        | Angus & Julia Stone                      | Angus & Julia Stone                      | – |
| 18. August 2014 – 31. August 2014 2 Wochen | 2                                        | Hilltop Hoods                            | Walking Under Stars                      | Für die Hip-Hopper aus South Australia ist es bereits das vierte Nummer-eins-Album. |
| 1. September 2014 – 7. September 2014 1 Woche | 1                                        | Ariana Grande                            | My Everything                            | – |
| 8. September 2014 – 14. September 2014 1 Woche | 1                                        | Jimmy Barnes                             | 30:30 Hindsight                          | 30 Jahre nach seinem Debütalbum Bodyswerve erreicht der Rockmusiker in seiner Heimat zum zehnten Mal die Spitze der Albumcharts.                                                                                        |
| 15. September 2014 – 21. September 2014 1 Woche | 1                                        | Vance Joy                                | Dream Your Life Away                     | – |
| 22. September 2014 – 28. September 2014 1 Woche | 1                                        | The Madden Brothers                      | Greetings from California                | – |
| 29. September 2014 – 5. Oktober 2014 1 Woche | 1                                        | Barbra Streisand                         | Partners                                 | – |
| 6. Oktober 2014 – 19. Oktober 2014 2 Wochen (insgesamt 8) | 8                                        | Ed Sheeran                               | ×                                        | – |
| 20. Oktober 2014 – 26. Oktober 2014 1 Woche | 1                                        | Verschiedene Interpreten                 | Triple J: Like a Version 10              | – |
| 27. Oktober 2014 – 2. November 2014 1 Woche | 1                                        | Slipknot                                 | .5: The Gray Chapter                     | – |
| 3. November 2014 – 16. November 2014 2 Wochen (insgesamt 9) | 9                                        | Taylor Swift                             | 1989                                     | – |
| 17. November 2014 – 23. November 2014 1 Woche | 1                                        | Foo Fighters                             | Sonic Highways                           | – |
| 24. November 2014 – 30. November 2014 1 Woche | 1                                        | One Direction                            | Four                                     | – |
| 1. Dezember 2014 – 7. Dezember 2014 1 Woche (insgesamt 9) | 9                                        | Taylor Swift                             | 1989                                     | – |
| 8. Dezember 2014 – 14. Dezember 2014 1 Woche | 1                                        | AC/DC                                    | Rock or Bust                             | – |
| 15. Dezember 2014 – 21. Dezember 2014 1 Woche | 1                                        | Michael Bublé                            | Christmas                                | Im vierten Jahr hintereinander steht das Album an Weihnachten an der Spitze der Charts. Im vierten Jahr in Folge ist es eines der Top-Ten-Alben des Jahres.                                                             |
| 22. Dezember 2014 – 28. Dezember 2014 1 Woche (insgesamt 9) | 9                                        | Taylor Swift                             | 1989                                     | – |
| 29. Dezember 2014 – 4. Januar 2015 1 Woche (insgesamt 8) | 8                                        | Ed Sheeran                               | ×                                        | – |

## Jahreshitparaden
| ← 2013 ← | Liste der Nummer-eins-Hits in Australien | Liste der Nummer-eins-Hits in Australien | Liste der Nummer-eins-Hits in Australien | 2015 →   |
| \| Singles \| Position# \| Alben \| \| ------------------------------------------------------------------------------------------------------------------------------------ \| --------- \| --------------------------------- \| \| Happy Pharrell Williams \| 1 \| × Ed Sheeran \| \| All About That Bass Meghan Trainor Kevin Kadish, Meghan Trainor \| 2 \| 1989 Taylor Swift \| \| Shake It Off Taylor Swift Max Martin, Johan Schuster, Taylor Swift \| 3 \| Frozen (Soundtrack) \| \| Geronimo Sheppard Stuart Stuart, George Sheppard, Amy Sheppard, Jay Borvino \| 4 \| The Very Best INXS \| \| Que sera Justice Crew Nasri Atweh, Adam Messinger, Lukas Bellesini, John Pearce, Solo Tohi, Nic Martin, Nolan Lambroza, Samson Andah \| 5 \| Ghost Stories Coldplay \| \| Chandelier Sia Sia Furler, Jesse Shatkin \| 6 \| In the Lonely Hour Sam Smith \| \| Thinking Out Loud Ed Sheeran Ed Sheeran, Amy Wadge \| 7 \| Prism Katy Perry \| \| Stay with Me Sam Smith James Napier, Sam Smith, William Phillips \| 8 \| Christmas Michael Bublé \| \| Freaks Timmy Trumpet feat. Savage Ivan Gough, Demetrius Savelio, Timothy Jude Smith \| 9 \| Walking Under Stars Hilltop Hoods \| \| Ugly Heart G. R. L. Lukasz Gottwald, Henry Walter, Ester Dean, Ryan Baharloo, John Charles Monds \| 10 \| Jukebox Human Nature \| |                                          |                                          |                                          |          |
| ← 2013 |                                          |                                          |                                          | → 2015 → |
| Singles | Position#                                | Alben                                    |                                          |          |
| Happy Pharrell Williams | 1                                        | × Ed Sheeran                             |                                          |          |
| All About That Bass Meghan Trainor Kevin Kadish, Meghan Trainor | 2                                        | 1989 Taylor Swift                        |                                          |          |
| Shake It Off Taylor Swift Max Martin, Johan Schuster, Taylor Swift | 3                                        | Frozen (Soundtrack)                      |                                          |          |
| Geronimo Sheppard Stuart Stuart, George Sheppard, Amy Sheppard, Jay Borvino | 4                                        | The Very Best INXS                       |                                          |          |
| Que sera Justice Crew Nasri Atweh, Adam Messinger, Lukas Bellesini, John Pearce, Solo Tohi, Nic Martin, Nolan Lambroza, Samson Andah | 5                                        | Ghost Stories Coldplay                   |                                          |          |
| Chandelier Sia Sia Furler, Jesse Shatkin | 6                                        | In the Lonely Hour Sam Smith             |                                          |          |
| Thinking Out Loud Ed Sheeran Ed Sheeran, Amy Wadge | 7                                        | Prism Katy Perry                         |                                          |          |
| Stay with Me Sam Smith James Napier, Sam Smith, William Phillips | 8                                        | Christmas Michael Bublé                  |                                          |          |
| Freaks Timmy Trumpet feat. Savage Ivan Gough, Demetrius Savelio, Timothy Jude Smith | 9                                        | Walking Under Stars Hilltop Hoods        |                                          |          |
| Ugly Heart G. R. L. Lukasz Gottwald, Henry Walter, Ester Dean, Ryan Baharloo, John Charles Monds | 10                                       | Jukebox Human Nature                     |                                          |          |